# HD 75289 b
HD 75289 b är en  exoplanet som kretsar kring stjärnan HD 75289 i stjärnbilden Seglet. Den upptäcktes 1999 och har en massa av ungefär 0,47 MJ och en omloppstid av 3,5 dygn. Den kretsar runt en ung solliknande stjärna  som är av spektralklass G0V.